# حدیبه
حدیبه یک منطقهٔ مسکونی در امارات متحده عربی است که در رأس‌الخیمه واقع شده‌است. حدیبه ۱۹ متر بالاتر از سطح دریا واقع شده‌است.